# Signal.h
signal.h是C标准函数库中的信号处理部分， 定义了程序执行时如何处理不同的信号。信号用作进程间通信， 报告异常行为（如除零）、用户的一些按键组合（如同时按下Ctrl与C键，产生信号SIGINT）。
C++中的对应头文件是csignal。

## 标准信号
C语言标准定义了6个信号。都定义在signal.h头文件中。
- SIGABRT - 异常中止。
- SIGFPE - 浮点异常。
- SIGILL - 无效指令。
- SIGINT - 交互的用户按键请求，默认情况下，这会导致进程终止。
- SIGSEGV - 无效内存访问。
- SIGTERM - 程序的中止请求。

signal.h可能还定义了其它信号，这依赖于具体实现。例如，类Unix系统还定义了15个以上的信号。Visual C++的C标准库只支持C语言标准规定的6个信号，即对信号处理只提供最小的支持。

## 信号处理
库函数raise()或者系统调用kill()可以产生信号。raise()发送一个信号给当前进程，kill()发送一个信号给特定进程。 
除了两个信号SIGKILL与SIGSTOP不能被捕获（caught）、阻塞（blocked）或者忽略，其它的信号都可以指定处理函数（handler）。一个信号的处理函数在信号到达时，被目标环境调用。目标环境挂起当前进程的执行，直到信号处理函数返回或者调用了longjmp()。为了最大的兼容性，异步信号处理只应： 
- 成功调用了signal()指定的函数；
- 给类型为sig_atomic_t的对象赋值；
- 把控制返回给它的调用者。

如果信号报告了进程的错误，信号处理函数应该调用abort(), exit()或longjmp()。

## 函数
| 函数   | 描述                                   |
| ------ | -------------------------------------- |
| raise  | 人工抛出一个信号                       |
| signal | 当程序收到特定信号时应该执行的处理函数 |

## 例子
```
#include
 
<signal.h>

#include
 
<stdio.h>

#include
 
<stdlib.h>

static
 
void
 
catch_function
(
int
 
signal
)
 
{

    
puts
(
"Interactive attention signal caught."
);

}

int
 
main
(
void
)
 
{

    
if
 
(
signal
(
SIGINT
,
 
catch_function
)
 
==
 
SIG_ERR
)
 
{

        
fputs
(
"An error occurred while setting a signal handler.
\n
"
,
 
stderr
);

        
return
 
EXIT_FAILURE
;

    
}

    
puts
(
"Raising the interactive attention signal."
);

    
if
 
(
raise
(
SIGINT
)
 
!=
 
0
)
 
{

        
fputs
(
"Error raising the signal.
\n
"
,
 
stderr
);

        
return
 
EXIT_FAILURE
;

    
}

    
puts
(
"Exiting."
);

    
return
 
0
;

}

```